# Лісала
Лісала (фр. Lisala) — місто на півночі Демократичної Республіки Конго, адміністративний центр провінції Монгала. Розташовано на березі річки Конго, на висоті 409 м над рівнем моря.
За даними 2010 року населення міста становило 79 235 осіб. Лісала є рідним містом Мобуту Сесе Секо, який правив Заїром з 1965 до 1997 року.
Містом проходить автомобільний шлях N6.